# Fayga Ostrower

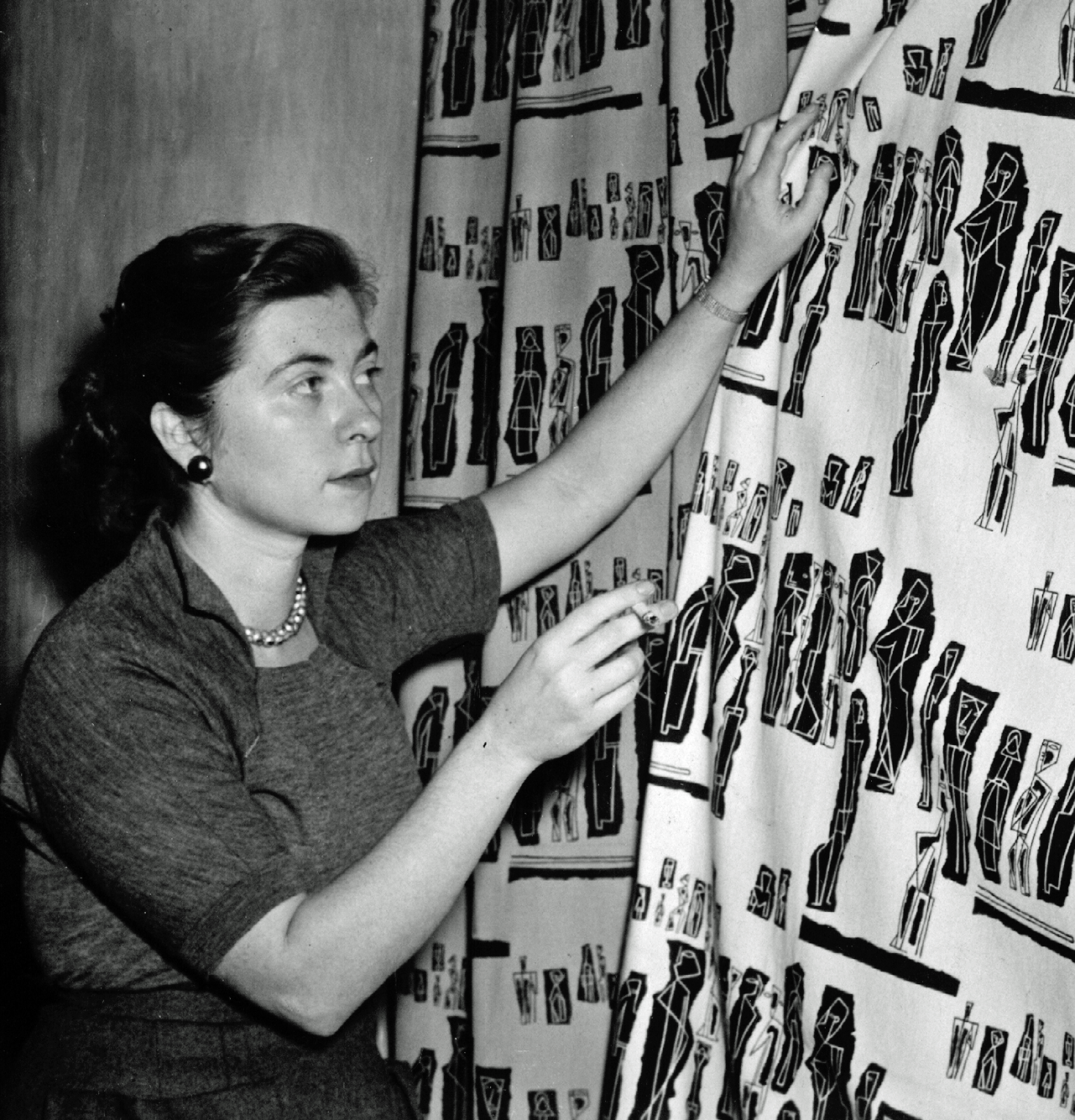
Fayga Ostrower (1956)

Fayga Perla Ostrower (geborene Krakowski 14. September 1920 in Łódź, Polen; gestorben 13. September 2001 in Rio de Janeiro, Brasilien) war eine brasilianische Malerin und Grafikerin. Sie gehörte zu den bedeutenden Vertreterinnen der Abstrakten Malerei und Druckgrafik nach dem Zweiten Weltkrieg.

## Leben
Fayga Perla Krakowski war die älteste Tochter von Ephraim (Froim) Krakowski und Frimet Tepper, die Familie zog kurz nach ihrer Geburt aus Polen nach Barmen um. Der Vater betrieb in der damaligen Wilhelmstr. 4 (heute Wikingerstraße) einen Altwarenhandel. In Wuppertal kamen die Brüder Mordechai (1924–2019) und David (* 1926) zur Welt. Fayga Krakowski wuchs deutschsprachig auf und besuchte ein Gymnasium in Wuppertal.
Fayga Krakowski zog mit der Familie 1933 über Belgien nach Rio de Janeiro. Sie studierte Kunst und Grafik an der Fundação Getulio Vargas bis 1947 bei Axl Leskoschek (Holzschnitt) und Kupferstich bei Carlos Oswald. Mit einem Fulbright-Stipendium ausgestattet besuchte sie 1957 New York City.
Fayga Ostrower nahm an zahlreichen Einzel- und Gruppenausstellungen weltweit teil. Ihre Kunst ist in wichtigen Museen Brasiliens, in Europa und Amerikas ausgestellt. Sie gewann den Nationalen Preis für Druckgrafik der 4. Biennale von São Paulo 1957 und den Großen internationalen Preis für Druckgrafik der Biennale von Venedig 1958. 1959 war sie Teilnehmerin der documenta 2 in Kassel in der Abteilung Graphik. Sie war Teilnehmerin von Biennalen in Argentinien, Mexiko und Venezuela in den frühen sechziger Jahren.
Zwischen 1954 und 1970 lehrte sie Komposition und Kritische Analyse am Museum für Moderne Kunst von Rio de Janeiro. In den 1960er Jahren lehrte sie am Spellman College in Atlanta, USA und an der Slade School of Fine Art. Sie arbeitete auch für diverse Postgraduierten-Programme an brasilianischen Universitäten. In den 1970er Jahren besuchte sie Fabriken und öffentliche Einrichtungen, um eine volksnahe Kunstvermittlung zu erreichen.
Von 1963 bis 1966 war sie Präsidentin der Brasilianischen Vereinigung der Bildenden Künste (Associação Brasileira de Artes Plásticas) und von 1978 bis 1982 war sie Leiterin des brasilianischen Komitees für die UNESCO-Einrichtung International Society for Education through Art (InSEA). 1969 brachte die Nationalbibliothek von Rio de Janeiro ein Album mit ihren Drucken aus der Zeit von 1954 bis 1966 heraus.
Fayga Ostrower war Ehrenmitglied der Akademie der Künste von Florenz. Sie gehörte zum Kulturbeirat des Bundesstaates Rio de Janeiro von 1982 bis 1988. 1972 wurde sie mit dem Ordem de Rio Branco (Rio-Branco-Orden) der brasilianischen Regierung ausgezeichnet; 1998 erhielt sie die Kulturpreis-Auszeichnung in Brasília vom Staatspräsidenten Brasiliens überreicht und 1999 wurde ihr der Große Nationalpreis des Brasilianischen Kulturministeriums verliehen.
Fayga Ostrower heiratete 1941 Heinz Ostrower (1913–1992), einen deutschen antifaschistischen Emigranten in Brasilien, sie erhielten 1951 die brasilianische Staatsangehörigkeit, sie haben zwei Kinder.